# Urville (fictieve stad)
Urville is een fictieve stad die de Franse kunstenaar en auteur Gilles Tréhin op papier heeft geconstrueerd.
Ruim twintig jaar bouwt hij aan deze stad die ondertussen 20 miljoen inwoners heeft en qua structuur voortdurend verandert. Urville is geen utopische stad, een stad waar het goed leven zou zijn, noch een ordinaire futuristische grootstad. Trehin heeft Urville ondertussen in alle dimensies en uit elk perspectief getekend, elk stadsdeel daarin voorgesteld en een volledig stadsplan uitgetekend. Tréhin's boek, eveneens getiteld 'Urville', is gebaseerd op zijn geschriften over de geschiedenis, geografie, cultuur en economie van de fictieve stad. Het bevat 300 tekeningen van verschillende districten van Urville.